# Suiza en los Juegos Olímpicos de Seúl 1988
Suiza estuvo representada en los Juegos Olímpicos de Seúl 1988 por un total de 99 deportistas que compitieron en 17 deportes.  
La portadora de la bandera en la ceremonia de apertura fue la atleta Cornelia Bürki.

## Medallistas
El equipo olímpico suizo obtuvo las siguientes medallas:
| Nombre | Deporte   | Competición         |
| --- | --------- | ------------------- |
| Oro |           |                     |
| — |           |                     |
| Plata |           |                     |
| Christine Stückelberger (Gauguin de Lully) Otto Hofer (Andiamo) Daniel Ramseier (Random) Samuel Schatzmann (Rochus) | Hípica    | Doma por eqs.       |
| Ueli Bodenmann Beat Schwerzmann                                                                                     | Remo      | Doble scull (M2x) M |
| Bronce |           |                     |
| Werner Günthör | Atletismo | Peso M              |
| Christine Stückelberger (Gauguin de Lully)                                                                          | Hípica    | Doma ind.           |